# Pointe Guichenault
La pointe Guichenault est un cap australien au nord-est de la presqu'île Péron, une presqu'île d'Australie-Occidentale qui s'avance vers le nord-ouest à l'intérieur de la baie Shark. Il a été nommé durant l'expédition vers les Terres australes de Nicolas Baudin en l'honneur d'Antoine Guichenot, jardinier qui participa à ce voyage d'exploration scientifique français parti du Havre le 19 octobre 1800.